# Maharafa Traoré
Pour les articles homonymes, voir Traoré.
Maharafa Traoré, né en 1953 à Diré au Mali, est un homme politique malien, ancien ministre de la Justice et Garde des Sceaux, administrateur du travail et de la Sécurité sociale.

## Biographie
Maharafa Traoré est titulaire d'un doctorat en sociologie de l'université Toulouse-I-Capitole.
Maharafa Traoré a été successivement :
- chef du bureau d'études et de législation à la direction du travail et des lois sociales ;
- chef de la division juridique et de la documentation de la même direction ;
- directeur national adjoint de l'Emploi, du Travail et de la Sécurité sociale ;
- conseiller technique du ministre chargé des questions de travail et de la sécurité sociale ;
- secrétaire général du ministère chargé de la Fonction publique, de la Réforme de l'État et des Relations avec les institutions.

## Distinctions
- Officier de l'ordre national du Mali

## Sources
- « Ministre de la Justice et Garde des Sceaux : Maharafa Traoré », sur primature.gov.ml